# El Porvenir del Carmen
El Porvenir del Carmen ist eine Ortschaft und eine Parroquia rural („ländliches Kirchspiel“) im Kanton Palanda der ecuadorianischen Provinz Zamora Chinchipe. Die Parroquia besitzt eine Fläche von 528,7 km². Die Einwohnerzahl lag im Jahr 2010 bei 1484. Die Parroquia wurde am 13. Februar 1981 gegründet.

## Lage
Die Parroquia El Porvenir del Carmen liegt in der Cordillera del Cóndor im Südosten von Ecuador. Der Hauptort liegt auf einer Höhe von 1440 m, 16 km nordwestlich des Kantonshauptortes Palanda am rechten Flussufer des Río Loyola, ein rechter Nebenfluss des Río Numbala. Die Parroquia wird im Westen vom Río Numbala, im Süden vom Río Vergel begrenzt.
Die Parroquia El Porvenir del Carmen grenzt im Norden an Zamora (Kanton Zamora), im Osten an die Parroquia Nuevo Paraíso, im Südosten an die Parroquia La Canela, im Süden an die Parroquia San Francisco del Vergel, im Südwesten an die Parroquia Palanda sowie im Westen an die Parroquia Valladolid.

## Ökologie
Der Norden der Parroquia liegt innerhalb des Nationalparks Podocarpus.